# DSB Traktor 117–146
Die Baureihe DSB Traktor 117–146 sind leichte B-gekuppelte Diesel-Rangiertraktoren, die 1955, 1958 und 1959 gebaut wurden. Sie wurden auf den Strecken der Danske Statsbaner (deutsch Dänische Staatsbahnen) in Dänemark eingesetzt. Die Rangiertraktoren wurden für kleinere Transportaufgaben und zum Rangieren auf Anschlussbahnen und in den Bahnhöfen verwendet.

## Geschichte und Einsatz
Nach der 1951 bis 1954 von Ardelt in Deutschland beschafften Serie von 16 Rangiertraktoren bestellten Danske Statsbaner (DSB) weitere 30 dieselmechanische Rangiertraktoren vom dänischen Lokomotivhersteller Frichs. Die Lokomotiven waren zweiachsig, der Antrieb erfolgte über eine Blindwelle und über Kuppelstangen. Im Hinblick auf die erste von Ardelt beschaffte Serie wurde auch diese Lokomotiven von Frichs ”Ardelt-traktorer” genannt.
Die 1955 gebaute erste Serie mit zehn Lokomotiven erhielt die Betriebsnummern 117 bis 126. Die Lokomotiven wurden westlich des Großen Belts eingesetzt, wo sie ebenso wie die Ardelt-Lokomotiven vor allem die kleinen Rangierdampflokomotiven der Baureihen Hs (I) und Hs (II) ablösten. Die Aufbauten waren gegenüber der deutschen Serie geschweißt anstatt genietet und das neugestaltete Führerhaus hatte abgerundete Kanten. Die Türen des Motorvorbaus hatten Lüftungsschlitze. Der Motor wurde von Frichs geliefert und das patentierte Ardeltgetriebe mit fünf Gängen zugekauft.
1958/59 folgten weitere 20 Exemplare. Diese waren zur ersten Serie unterschiedlich hinsichtlich der Türen des Motorvorbaues, die x-förmige Versteifungen hatten. Die Lokomotiven bekamen die Betriebsnummern 127 bis 146 und wurden ebenso auf Jütland, Fünen und Als verteilt.
Während ihrer ganzen Einsatzzeit waren die Lokomotiven grün lackiert, bei Untersuchungen wurde der Lack in dieser Farbgebung erneuert. Lediglich die Baureihenbeschriftung änderte sich. Die ursprünglichen schattierten Buchstaben und Ziffern mit der Krone wurden durch solche in Normschrift ausgeführt, später in der Schriftart Helvetica mit Buchstaben und Zahlen in weiß oder gelb.

## Beheimatungen und Einsätze
Alle Fahrzeuge waren im Bahnbetriebswerk Aarhus (dänisch Maskindepot Aarhus) beheimatet. Dort wurden Reparaturen und Fristarbeiten durchgeführt. Von dort wurden sie den Einsatzstellen in Struer, Aalborg, Fredericia, Padborg und Odense zugeteilt, die sie weiter auf einzelne Einsatzbahnhöfe verteilten.
So hatte das Depot in Struer 1966 sieben dieser Traktoren, die wiederum auf die Bahnhöfe Skive, Thisted, Holstebro, Herning, Skjern, Ringkøbing und eine als Reserve in Struer verteilt waren. Kleine Reparaturen fanden nach Austausch der Lokomotiven in Struer statt, für die Generalüberholung wurden sie nach Aarhus überstellt.
Dem Depot in Padborg unterstanden die Bahnhöfe Tinglev, Vojens und Sønderborg, dem Betriebswerk Aarhus die Bahnhöfe Langå, Viborg, Silkeborg und Horsens. Der Austausch der Lokomotiven erfolgte entweder durch Beistellung in Güterzügen, durch Sonderfahrten oder durch Überführungsfahrten mit Triebwagen der Baureihe MO oder Lokomotiven der Baureihe MT (II), die in den Depots beheimatet waren.
Die Lokomotiven wurden neben dem Rangierdienst für leichte Übergabezüge verwendet. So fuhr täglich ein Güterzug nach Hedensted und stellte dort Wagen zu. Der gesamte Güterverkehr auf der Bahnstrecke Vojens–Haderslev oblag den Frichs-Lokomotiven.

## Ausmusterungen
1982 wurde Nr. 123 als erste Lokomotive ausgemustert, nachdem sie am 25. August 1982 mit einem von der MX 1028 geführten Personenzug in Herning zusammengestoßen war.
Mitte der 1980er Jahre begann die Abstellung und Aussonderung der Lokomotiven, die letzte Revision wurde 1987 durchgeführt und ab 1989 waren die Bahnhöfe von Viborg, Vojens und Hobro die letzten Einsatzstellen.
Ein Teil von ihnen wurde in Bjerringbro oder in Aarhus verschrottet. Einige überlebten bei verschiedenen Museumsbahnen sowie als Werkloks bei größeren Unternehmen.

## SB T 4 / SB T 53 / NJ T 53
Nach der Ausmusterung 1989 wurde der Rangiertraktor Nr. 119 an den Dansk Jernbane-Klub für den Einsatz auf der Mariager–Handest Veteranjernbane abgegeben. 1993 wurde das Fahrzeug von Skagensbanen übernommen und als T 4 eingesetzt. 1999 wurde die T 4 in einem neuen Nummernschema als T 53 eingereiht.
Durch den betrieblichen Zusammenschluss von Skagensbanen und Hjørring Privatbaner zu Nordjyske Jernbaner erfolgte 2001 die Umzeichnung zur NJ T 53. 2003 wurde die Lok an den Dansk Jernbane-Klub abgegeben, der diese auf der Limfjordsbane einsetzte. Dabei wurde die angestammte DSB Nr. 119 verwendet.

## HP T 12
Nach der Ausmusterung 1986 wurde der Rangiertraktor Nr. 146 an Hjørring Privatbaner verkauft und unter der Nummer HP T 12 eingesetzt. 2001 ging die Lokomotive an den Dansk Jernbane-Klub für den Einsatz auf der Limfjordsbane.

## Erhaltene Lokomotiven / Lebensläufe

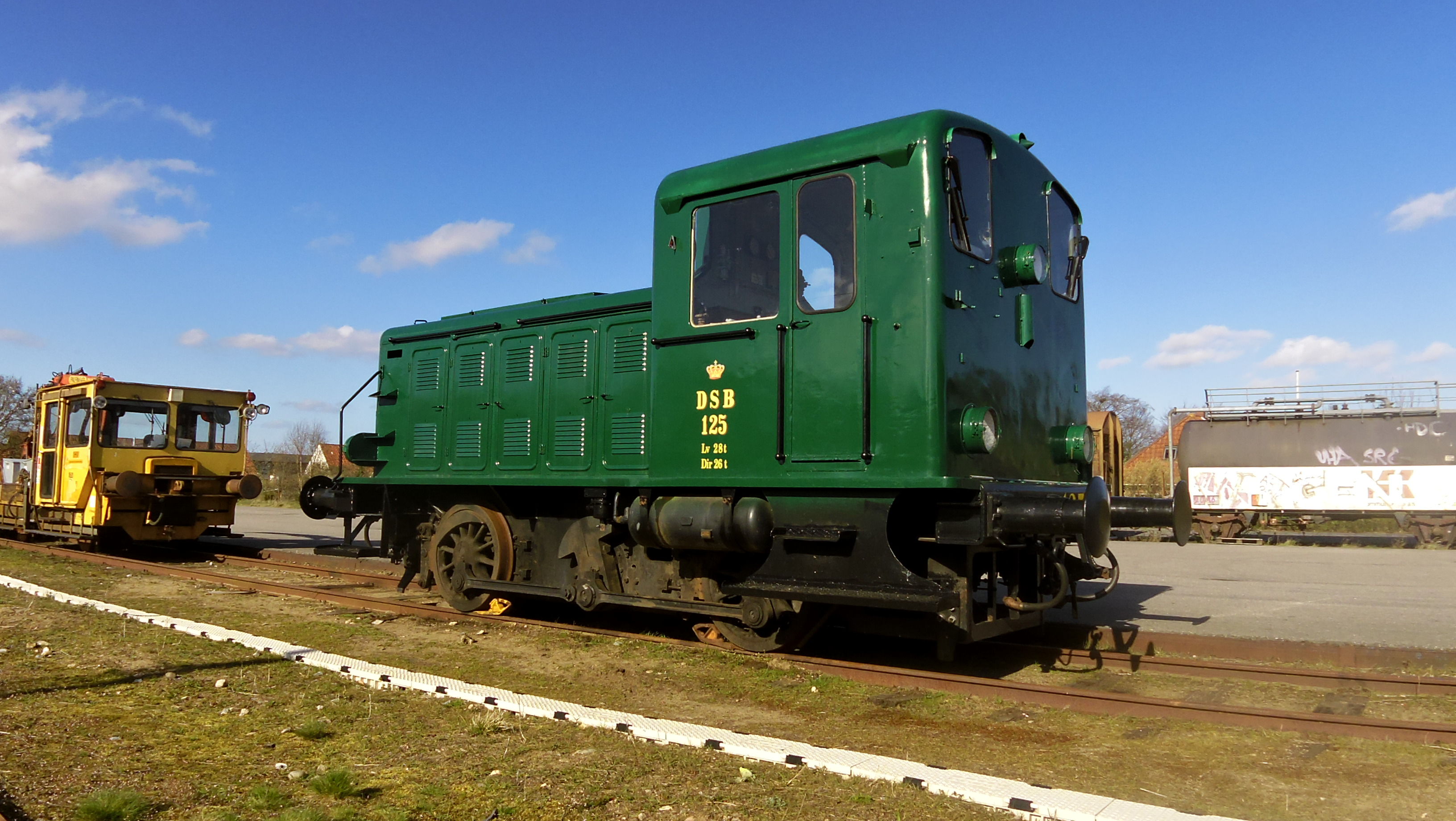
DSB Traktor 125 in Vojens, 2017

- 119: Nach dem Kauf der Lokomotive von Nordjyske Jernbaner und dem Einsatz bei der Limfjordsbane kam diese 2005 zu Veterantog Vest (DJK/VtV) nach Bramming.
- 121: 1991 an Jernbane-Klubben AmagerBanen, nach Aufenthalt in der Centralværkstedet København am 13. April 2002 zum Struer Jernbaneklub in Struer.[2]
- 124: 1989 als Werklokomotive an den Abfallentsorger Kommunekemi in Nyborg, 2000 an die Museumsbahn Foreningen Dalmose Skælskør Banen (FDSB - Skælskørbane), 2007 verschrottet.
- 125: 1986 als Werklokomotive an Kommunekemi, 2000 an FDSB, 2008 an Contec verkauft, Rückkauf 2010. 2011 an Dansk Jernbane-Klub (Vestsjællands Veterantog), 2012 Standort Høng, verliehen seit 18. August 2015 an Veteranbanen Haderslev–Vojens in Vojens.[3]
- 128: 1986 an ABB Scandia 128, 2008 überholt und neu lackiert.
- 135: 1986 an Dansk Jernbane-Klub, 1990 in Odense, 1997 in Bramming, 1998 an Dansk Jernbane-Klub zu Veterantog Vest, Bramming 1998–2006. Am 10. März 2007 von MT 152 nach Ryomgård in das Djurslands Jernbanemuseum überführt.[4]
- 140: 1990 an Danmarks Jernbanemuseum, mit Museumszug seit 1996 in Randers.
- 143: 1987 an Dansk Jernbane-Klub, Museumsbahn Maribo–Bandholm.
- 146: 2001 vom Dansk Jernbane-Klub von Hjørring Privatbaner übernommen, im Einsatz auf der Limfjordsbane.[5]